# Amanz Jeker
Amanz Jeker (* 10. Januar 1817 in Seewen; † 11. Februar 1875 in Solothurn) war ein freisinniger Schweizer Jurist und Politiker.

## Leben

### Familie
Amanz Jeker war der Sohn des Landwirts Urs Jeker auf dem Hof Rechtenberg in der Gemeinde Seewen.
Er war mit Albertine, die Tochter von Urs Jakob Hofer, Wirt und Grossrat aus Mümliswil-Ramiswil verheiratet; gemeinsam hatten sie mehrere Kinder, zu diesen gehörte auch die Schriftstellerin Aline Felber-Jeker, die unter dem Pseudonym A. Fahlweid veröffentlichte.
Amanz Jeker war heimatberechtigt in Mümliswil-Ramiswil.

### Werdegang
Amanz Jeker besuchte das Gymnasium (heute Berthold-Gymnasium Freiburg) in Freiburg im Breisgau sowie das Gymnasium in Solothurn (heute Kantonsschule Solothurn) und studierte Rechtswissenschaften an der Universität Freiburg und später an der Universität München.
Nach Beendigung des Studiums betrieb er eine Landwirtschaft auf dem Hof Rechtenberg.
Er war von 1839 bis 1850 als freisinniger Grossrat und Kriminalrichter in Dornach tätig.
Von 1848 bis 1850 amtierte er als Bauernvertreter und Anhänger des radikal-liberalen Politikers Wilhelm Vigier als Solothurner Regierungsrat, bevor er von 1850 bis 1861 als Oberamtmann im Amt Olten-Gösgen tätig war. In der Zeit von 1861 bis 1866 sowie von 1869 bis 1875 war er wieder Solothurner Regierungsrat und von 1862 bis 1865 Forstdirektor; 1870 erfolgte seine Wahl zum Landammann.
Von 1852 bis 1870 stand er im Briefkontakt mit dem Juristen und Politiker Jakob Amiet.
1871 wurde er, gemeinsam mit dem Oberförster Johann Baptist Wietlisbach (1822–1887) aus Aarau, Mitglied der Schätzungskommission für Baselstadt und Solothurn, die Enteignungen für den Bau der Eisenbahn zu prüfen hatte.
Amanz Jeker war von 1872 bis 1874 Ständerat und beteiligte sich in dieser Zeit, während des Kulturkampfes in der Schweiz, 1873 als Redner an der antirömischen Demonstration in Arlesheim.
Er zog während der österreichisch-italienischen Kriege 1859, als Kommandeur des Bataillon 44 über den Gotthard, um die südliche Schweizer Grenze zu verteidigen; später war er Oberst in der Schweizer Armee.